# Demaan (Gunem)
Demaan is een bestuurslaag in het regentschap Rembang van de provincie Midden-Java, Indonesië. Demaan telt 1159 inwoners (volkstelling 2010).